# Sint-Berlinidisbron

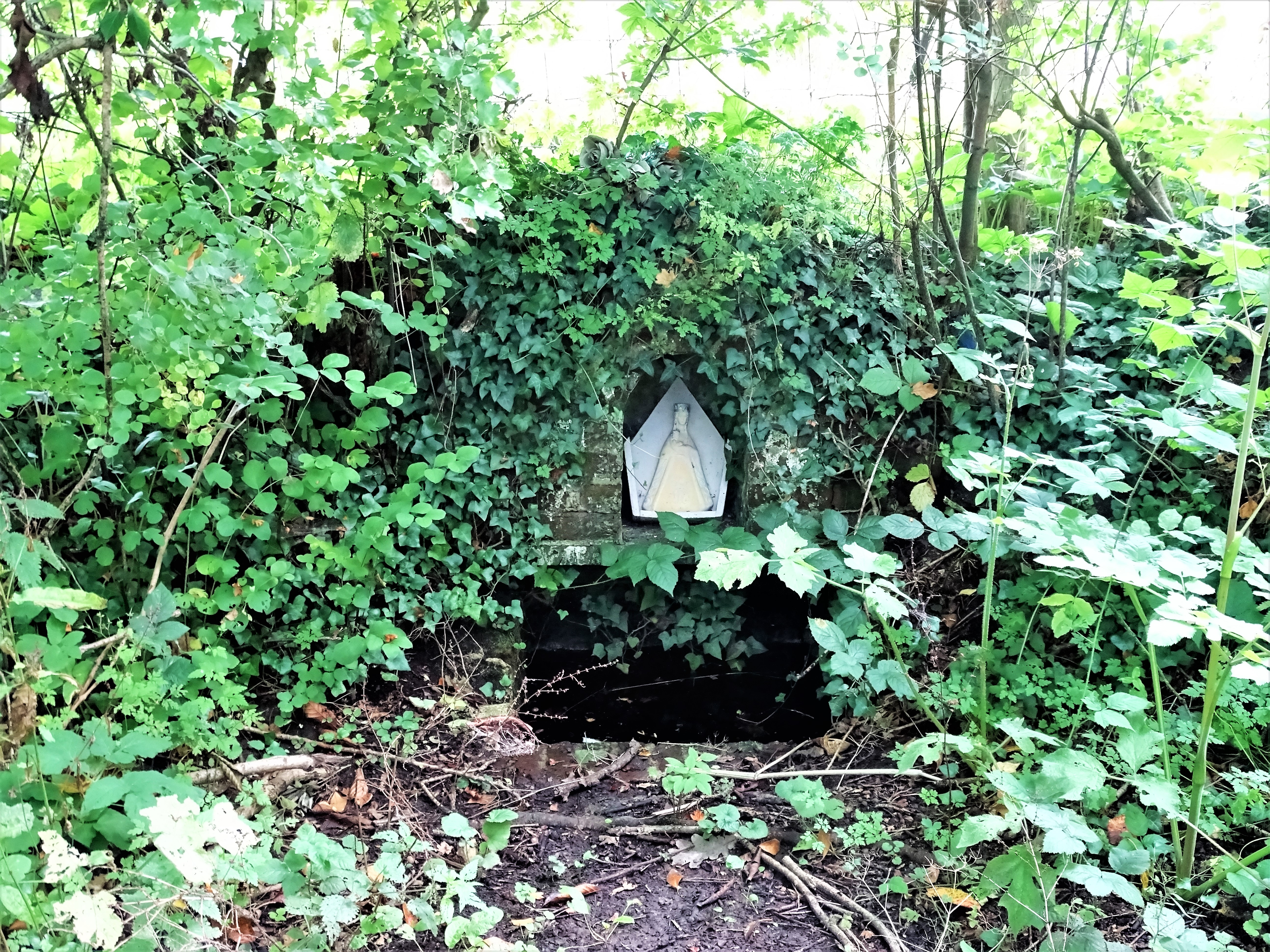
Sint-Berlindisbron

De Sint-Berlinidisbron is een bron in de Vlaams-Brabantse gemeente Lennik. De Moeillebeek, die door het gelijknamige natuurgebied loopt, ontspringt aan deze bron. Het is een van de talrijke ‘miraculeuze’ bronnen die de streek kent.

## Historiek
De bron is toegewijd aan de Heilige Berlindis. Sint-Berlindis werd wellicht begin 10e eeuw geboren in Meerbeke. Volgens een hagiografie uit de 11e eeuw werd ze door haar melaatse vader onterfd, nadat ze zijn beker schoonmaakte alvorens er zelf van te drinken. Berlindis bracht haar leven door in het klooster van Moorsel en Aalst en keerde pas terug naar Meerbeke na de dood van haar vader. Berlindis zou vaak naar de bron gekomen zijn vanuit Meerbeke om van het water te drinken. Ze werd een regionale volksheilige die voornamelijk in de streek rond Ninove devotie genoot. Vooral landbouwers aanbeden haar voor hulp tegen veeziekten. Daarnaast is ze ook de beschermster van bomen.

## Architectuur
Boven de bron is een bakstenen constructie met nis opgetrokken. In de rondbogige nis is een wit beeld van Sint-Berlindis opgesteld met in haar hand een beker, verwijzend naar het verhaal van haar vader. De constructie is vandaag overwoekerd door (klim)planten.

## Socio-cultureel
Tijdens de bedevaart naar Meerbeke kwamen bedevaarders water halen in de Sint-Berlindisbron, niet ver gelegen van de kapel die was toegewijd aan deze heilige.